# Майна, Морис
Морис Майна (англ. Maurice Maina; род. 1 января 1963) — кенийский боксёр, представитель наилегчайших весовых категорий. Выступал за национальную сборную Кении по боксу во второй половине 1980-х годов, бронзовый призёр Игр Содружества и Кубка мира, чемпион Всеафриканских игр, участник летних Олимпийских игр в Сеуле.

## Биография
Морис Майна родился 1 января 1963 года.
Первого серьёзного успеха на взрослом международном уровне добился в сезоне 1987 года, когда вошёл в основной состав кенийской национальной сборной и выступил на домашних Всеафриканских играх в Найроби, где одержал победу в зачёте первой наилегчайшей весовой категории. Также в этом сезоне побывал на Кубке мира в Белграде, откуда привёз награду бронзового достоинства — на стадии полуфиналов был остановлен болгарином Красимиром Чолаковым.
В 1988 году выступил на турнире Intercup в Карлсруэ, уступив на предварительном этапе поляку Лешеку Ольшевскому. Благодаря череде удачных выступлений удостоился права защищать честь страны на летних Олимпийских играх в Сеуле. В категории до 48 кг благополучно прошёл первого соперника по турнирной сетке сирийца Мохамеда Хаддада, тогда как во втором бою в 1/8 финала единогласным решением судей потерпел поражение от тайца Чатчая Сасакула, будущего чемпиона мира среди профессионалов.
После сеульской Олимпиады Майна ещё в течение некоторого времени оставался в составе боксёрской команды Кении и продолжал принимать участие в крупнейших международных турнирах. Так, в 1990 году в наилегчайшем весе он выиграл бронзовую медаль на Играх Содружества в Окленде, уступив в полуфинале ирландцу Уэйну Маккаллоху.